# Северный Назимабад
Северный Назимабад (англ. North Nazimabad Town) — техсил расположенный в северной части пакистанского города Карачи, столицы провинции Синд. Техсил носит имя премьер-министра Пакистана Хаваджи Назимуддина.

## Географическое положение
Техсил граничит с Нью-Карачи на севере, с Гулбергом вдоль реки Гуджар-Нала на востоке, с Лиакатабадом на юге и с Синдской торгово-промышленной зоной на западе. Техсил состоит из 10 союзных советов.

## Населения
В 1998 году население техсила составляло 500,000 человек.

## Власть
- Назим — Мумтаз Хамид
- Наиб назим — Ахсануллах Кхан
- Администратор — Фарух Заиди